# Crnogorski dan u New Yorku 1918.
Crnogorski dan u New Yorku je bila manifestacija zahvalnosti SAD-a svojoj najmanjoj saveznici u Prvom svjetskom ratu, Kraljevini Crnoj Gori. Održan je 11. listopada 1918.
Manifestacija u New Yorku otpočela je podizanjem crnogorske zastave na Kip slobode. Svečana povorka je centrom grada prošla kroz špalire Njujorčana, sve do Pete avenije i pozornice okićene crnogorskim i američkim zastavama. 
Odsvirana je crnogorska himna Ubavoj nam Crnoj Gori, a crnogorski veleposlanik, general Anto Gvozdenović se okupljenim obratio na engleskom jeziku. Nakon svečanosti, organiziran je ručak u "Belmont hotelu".
Emigrantski srpski list Libre Serbie u broju 6. od 27. studenoga 1918. piše (orig.): „Na čelu svečane povorke bila je vojska i glazba, a tom je prilikom razvijena i crnogorska zastava. 
Pored ostalih govornika, govorio je o Crnoj Gori i poslanik Gvozdenović, koji je bio u generalskoj uniformi. Ovo je najveća svečanost koju je Crna Gora doživjela, jer je na njoj sudjelovalo više duša nego što Crna Gora ima stanovnika“. 

## Vanjske poveznice
- Vladimir JOVANOVIĆ "Ovacije Kraljevini Crnoj Goriu Njujorku 1918."